# Myrteta leroyi
Myrteta leroyi là một loài bướm đêm trong họ Geometridae.